# Goya 1997
Die 11. Verleihung des Goya fand am 25. Januar 1997 im Palacio Municipal de Congresos in Madrid statt. Der spanische Filmpreis wurde in 25 Kategorien vergeben. Bei der Verleihung, die von den beiden Schauspielern Juanjo Puigcorbé und Carmen Maura moderiert wurde, setzten sich zwei Filme in je sieben Kategorien durch. Alejandro Amenábars Spielfilmdebüt, der Horrorthriller Tesis – Der Snuff Film, gewann bei acht Nominierungen unter anderem in der wichtigsten Kategorie Bester Film. Pilar Miró erhielt für seine zwölffach nominierte Komödie El perro del hortelano den Goya für die beste Regie. Ebenfalls als bester Film nominiert war Imanol Uribes Filmdrama Bwana, das keine seiner drei Nominierungen in Preise umsetzen konnte.
Santiago Ramos (Como un relámpago) und Emma Suárez (El perro del hortelano) wurden als beste Hauptdarsteller ausgezeichnet, Luis Cuenca (La buena vida) und Mary Carrillo (Más allá del jardín) gewannen in den Nebendarstellerkategorien. Der mit der Goldenen Palme in Cannes ausgezeichnete Film Lügen und Geheimnisse des Briten Mike Leigh erhielt den Goya in der Kategorie Bester europäischer Film. Das Liebesdrama Sol de otoño des Argentiniers Eduardo Mignogna wurde als bester ausländischer Film in spanischer Sprache prämiert. Der Regisseur und bisweilen in Nebenrollen auftretende Darsteller Miguel Picazo, der für seinen Film Tante Tula 1964 auf dem Festival Internacional de Cine de San Sebastián ausgezeichnet wurde, erhielt den diesjährigen Ehren-Goya.

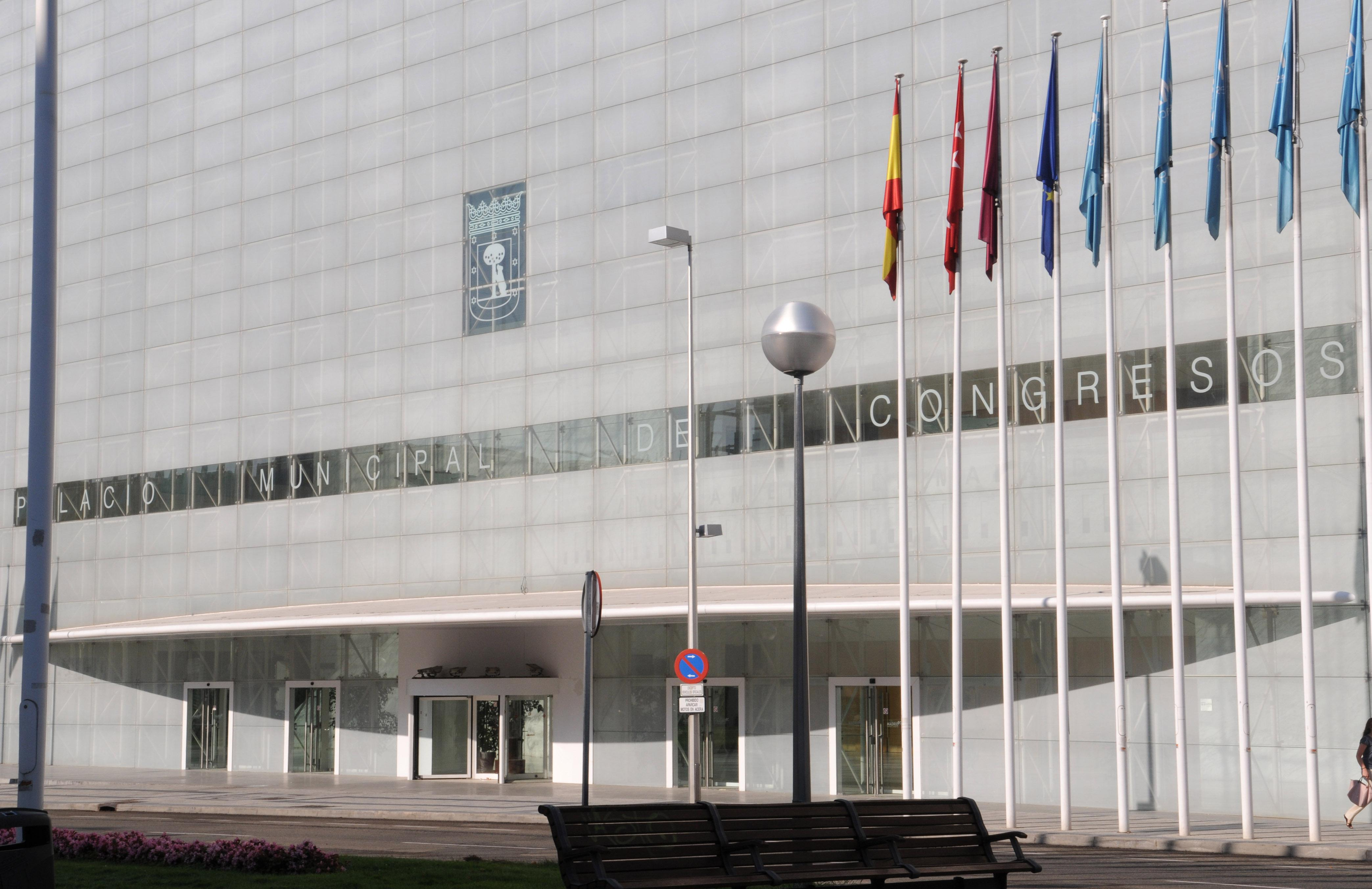
Der Palacio Municipal de Congresos, der Veranstaltungsort der Verleihung

## Gewinner und Nominierte
| Statistik (Filme mit mehr als einer Nominierung) N=Nominierung; A=Auszeichnung |    |   |
| Film                                                                           | N  | A |
| El perro del hortelano                                                         | 12 | 7 |
| Tesis – Der Snuff Film                                                         | 8  | 7 |
| La celestina                                                                   | 7  | 0 |
| Libertarias                                                                    | 6  | 0 |
| Más allá del jardín                                                            | 5  | 2 |
| Tierra                                                                         | 4  | 2 |
| La buena vida                                                                  | 4  | 1 |
| Tranvía a la Malvarrosa                                                        | 4  | 0 |
| Bwana                                                                          | 3  | 0 |

### Bester Film (Mejor película)
Tesis – Der Snuff Film (Tesis) – Regie: Alejandro Amenábar
- Bwana – Regie: Imanol Uribe
- El perro del hortelano – Regie: Pilar Miró

### Beste Regie (Mejor dirección)
Pilar Miró – El perro del hortelano
- Imanol Uribe – Bwana
- Julio Medem – Tierra

### Beste Nachwuchsregie (Mejor dirección novel)
Alejandro Amenábar – Tesis – Der Snuff Film (Tesis)
- David Trueba – La buena vida
- Alfonso Albacete, Miguel Bardem und David Menkes – Más que amor, frenesí

### Bester Hauptdarsteller (Mejor actor)
Santiago Ramos – Como un relámpago
- Carmelo Gómez – El perro del hortelano
- Antonio Banderas – Two Much – Eine Blondine zuviel (Two Much)

### Beste Hauptdarstellerin (Mejor actriz)
Emma Suárez – El perro del hortelano
- Concha Velasco – Más allá del jardín
- Ana Torrent – Tesis – Der Snuff Film (Tesis)

### Bester Nebendarsteller (Mejor actor de reparto)
Luis Cuenca – La buena vida
- Jordi Mollà – La celestina
- Nancho Novo – La celestina

### Beste Nebendarstellerin (Mejor actriz de reparto)
Mary Carrillo – Más allá del jardín
- Maribel Verdú – La celestina
- Loles León – Libertarias

### Bester Nachwuchsdarsteller (Mejor actor revelación)
Fele Martínez – Tesis – Der Snuff Film (Tesis)
- Emilio Buale – Bwana
- Liberto Rabal – Tranvía a la Malvarrosa

### Beste Nachwuchsdarstellerin (Mejor actriz revelación)
Ingrid Rubio – Más allá del jardín
- Lucía Jiménez – La buena vida
- Silke – Tierra

### Bestes Originaldrehbuch (Mejor guion original)
Alejandro Amenábar – Tesis – Der Snuff Film (Tesis)
- David Trueba – La buena vida
- Isabel Coixet – Was ich Dir noch nie erzählt habe (Cosas que nunca te dije)

### Bestes adaptiertes Drehbuch (Mejor guion adaptado)
Pilar Miró und Rafael Pérez Sierra – El perro del hortelano
- Mario Camus – Más allá del jardín
- Rafael Azcona und José Luis García Sánchez – Tranvía a la Malvarrosa

### Beste Produktionsleitung (Mejor dirección de producción)
Emiliano Otegui – Tesis – Der Snuff Film (Tesis)
- Luis Gutiérrez – Libertarias
- Carmen Martínez Rebé – Más allá del jardín

### Beste Kamera (Mejor fotografía)
Javier Aguirresarobe – El perro del hortelano
- José Luis López-Linares – La celestina
- José Luis Alcaine – Tranvía a la Malvarrosa

### Bester Schnitt (Mejor montaje)
María Elena Sáinz de Rozas – Tesis – Der Snuff Film (Tesis)
- Pablo Blanco und Fidel Collados – Asaltar los cielos
- Pablo González del Amo – El perro del hortelano

### Bestes Szenenbild (Mejor dirección artística)
Félix Murcia – El perro del hortelano
- Ana Alvargonzález – La celestina
- Pierre-Louis Thévenet – Tranvía a la Malvarrosa

### Beste Kostüme (Mejor diseño de vestuario)
Pedro Moreno – El perro del hortelano
- Sonia Grande und Gerardo Vera – La celestina
- Javier Artiñano – Libertarias

### Beste Maske (Mejor maquillaje y peluquería)
Juan Pedro Hernández, Esther Martín und Mercedes Paradela – El perro del hortelano
- Paca Almenara und Alicia López – La celestina
- Juan Pedro Hernández, Ana Lozano, Esther Martín und Manolo García – Libertarias

### Beste Spezialeffekte (Mejores efectos especiales)
Reyes Abades und Ignacio Sanz Pastor – Tierra
- Reyes Abades – Libertarias
- Patrick Vinge, Jonathan Stuart und Marcus Wookey – Killer Tongue (La lengua asesina)

### Bester Ton (Mejor sonido)
Daniel Goldstein, Ricardo Steinberg und Alfonso Pino – Tesis – Der Snuff Film (Tesis)
- Carlos Faruolo, Ray Gillon und Ricard Casals – Libertarias
- Carlos Faruolo, Ray Gillon und Antonio Bloch – El perro del hortelano

### Beste Filmmusik (Mejor música original)
Alberto Iglesias – Tierra
- José Nieto – El perro del hortelano
- Ángel Illarramendi – El último viaje de Robert Ryland

### Bester Kurzfilm (Mejor cortometraje de ficción)
La viga – Regie: Roberto Lázaro García
- David – Regie: Carles Sans
- Esposados – Regie: Juan Carlos Fresnadillo
- La gotera – Regie: Grojo und Jorge Sánchez-Cabezudo
- El tren de las ocho – Regie: Esteban Requejo

### Bester animierter Kurzfilm (Mejor cortometraje de animación)
Pregunta por mí – Regie: Begoña Vicario
- Esclavos de mi poder – Regie: Mercedes Gaspar
- Mater gloriosa – Regie: Armando Pereda

### Bester Dokumentarkurzfilm (Mejor cortometraje documental)
Vírgen de la alegría – Regie: José Manuel Campos

### Bester europäischer Film (Mejor película europea)
Lügen und Geheimnisse (Secrets & Lies), Großbritannien/Frankreich – Regie: Mike Leigh
- Breaking the Waves, Dänemark/Schweden/Frankreich/Niederlande/Norwegen – Regie: Lars von Trier
- Der Blick des Odysseus (To vlemma tou Odyssea), Griechenland/Frankreich/Italien – Regie: Theo Angelopoulos

### Bester ausländischer Film in spanischer Sprache (Mejor película extranjera de habla hispana)
Sol de otoño, Argentinien – Regie: Eduardo Mignogna
- Pon tu pensamiento en mí, Kuba – Regie: Arturo Sotto Díaz und Mercedes Gaspar
- Sin remitente, Mexiko – Regie: Carlos Carrera

## Ehrenpreis (Goya de honor)
- Miguel Picazo, spanischer Regisseur und Schauspieler